# Liste der Naturdenkmale im Amt Warnow-West
Die Liste der Naturdenkmale im Amt Warnow-West nennt die Naturdenkmale im Amt Warnow-West im Landkreis Rostock in Mecklenburg-Vorpommern.

## Elmenhorst/Lichtenhagen
| Bild | Nr.          | Bezeichnung                        | Standort                         | Beschreibung | Schutzzweck | Verordnung                                                           |
| ---- | ------------ | ---------------------------------- | -------------------------------- | ------------ | ----------- | -------------------------------------------------------------------- |
| BW   | fnd_dbr_039a | Soll Lichtenhagen (Lütten Moor)    | (54° 8′ 25,4″ N, 12° 0′ 57,6″ O) |              |             | Beschluss des Rates des Kreises Rostock Nr. 145-22/86 vom 23.10.1986 |
| BW   | fnd_dbr_039b | Soll Lichtenhagen (Siggeneichsoll) | (54° 8′ 18,2″ N, 12° 1′ 11,3″ O) |              |             | Beschluss des Rates des Kreises Rostock Nr. 145-22/86 vom 23.10.1986 |

## Kritzmow
| Bild | Nr. | Bezeichnung                    | Standort                                                 | Beschreibung | Schutzzweck | Verordnung                                                      |
| ---- | --- | ------------------------------ | -------------------------------------------------------- | ------------ | ----------- | --------------------------------------------------------------- |
| BW   |     | Kopfweidenbestand ca. 80 Stück | Kritzmow - Klein Schwaß (54° 4′ 19,9″ N, 12° 1′ 38,6″ O) |              |             | Beschluss Nr. 145-22/86 des Kreistages Rostock-Land, 23.10.1986 |

## Lambrechtshagen
| Bild | Nr.         | Bezeichnung            | Standort                                                         | Beschreibung | Schutzzweck | Verordnung                                                                                   |
| ---- | ----------- | ---------------------- | ---------------------------------------------------------------- | ------------ | ----------- | -------------------------------------------------------------------------------------------- |
| BW   |             | Birnbaum               | Allershagen Alte Dorfstraße 1 (54° 5′ 37,6″ N, 11° 59′ 38″ O)    |              |             | Verordnung zur Sicherung von Naturdenkmalen im Kreise Rostock. 28.01.1939                    |
| BW   |             | Linde                  | Lambrechtshagen Allershäger Straße (54° 6′ 6″ N, 12° 0′ 55,2″ O) |              |             | 5. Nachtragsverordnung zur Sicherung von Naturdenkmalen im Kreise Rostock - Land. 14.07.1941 |
| BW   |             | Linde                  | Lambrechtshagen Bauernreihe (54° 6′ 4,6″ N, 12° 1′ 3,3″ O)       |              |             | 5. Nachtragsverordnung zur Sicherung von Naturdenkmalen im Kreise Rostock - Land. 14.07.1941 |
| BW   |             | Linde                  | Lambrechtshagen Dorfstraße (54° 6′ 19,7″ N, 12° 0′ 29,9″ O)      |              |             | 7. Nachtragsverordnung zur Sicherung von Naturdenkmalen im Kreise Rostock - Land. 26.08.1943 |
| BW   | fnd_dbr_038 | Feuchtgebiet Mönkweden | Vorweden-Mönkweden (54° 5′ 40,9″ N, 12° 2′ 20,4″ O)              |              |             | Beschluss des Rates des Kreises Rostock Nr. 145-22/86 vom 23.10.1986                         |

## Papendorf
| Bild | Nr.         | Bezeichnung                  | Standort                                  | Beschreibung | Schutzzweck | Verordnung                                                                                   |
| ---- | ----------- | ---------------------------- | ----------------------------------------- | ------------ | ----------- | -------------------------------------------------------------------------------------------- |
| BW   |             | 1 Blutbuche                  | Park (54° 2′ 5,4″ N, 12° 8′ 15,9″ O)      |              |             | VO über die Erhebung einer Blutbuche in Parkanlage Papendorf ... Zum Naturdenkmal. 4.11.2010 |
| BW   | fnd_dbr_078 | Sildemower Moor mit Hellbach | Sildemow (54° 3′ 28,1″ N, 12° 7′ 58,1″ O) |              |             | Beschluss des Rates des Kreises Rostock Nr. 15-8/90 vom 19.04.1990                           |

## Pölchow
In diesem Ort sind keine Naturdenkmale bekannt.

## Stäbelow
| Bild | Nr.         | Bezeichnung           | Standort                                                                   | Beschreibung | Schutzzweck | Verordnung                                                           |
| ---- | ----------- | --------------------- | -------------------------------------------------------------------------- | ------------ | ----------- | -------------------------------------------------------------------- |
| BW   | fnd_dbr_040 | Moorwiese am Waidbach | Fahrenholzer Wald: Fahrenholz und Stäbelow (54° 2′ 0,6″ N, 12° 0′ 11,9″ O) |              |             | Beschluss des Rates des Kreises Rostock Nr. 145-22/86 vom 23.10.1986 |

## Ziesendorf
| Bild            | Nr.         | Bezeichnung                  | Standort                                                                 | Beschreibung | Schutzzweck | Verordnung                                                                                   |
| --------------- | ----------- | ---------------------------- | ------------------------------------------------------------------------ | ------------ | ----------- | -------------------------------------------------------------------------------------------- |
| Fotos hochladen |             | Gedenkstein mit Inschrift    | Buchholz Friedhof (54° 0′ 26″ N, 12° 3′ 48,6″ O)                         |              |             | 6. Nachtragsverordnung zur Sicherung von Naturdenkmalen im Kreise Rostock - Land. 01.07.1942 |
| BW              |             | Linde                        | Buchholz Friedhof (54° 0′ 25,7″ N, 12° 3′ 45,8″ O)                       |              |             | 6. Nachtragsverordnung zur Sicherung von Naturdenkmalen im Kreise Rostock - Land. 01.07.1942 |
| BW              |             | 2 Eschen                     | Buchholz Kirche (54° 0′ 24,2″ N, 12° 3′ 43,5″ O)                         |              |             | 6. Nachtragsverordnung zur Sicherung von Naturdenkmalen im Kreise Rostock - Land. 01.07.1942 |
| BW              |             | 2 Eschen                     | Buchholz Kirche (54° 0′ 23,5″ N, 12° 3′ 44,6″ O)                         |              |             | 6. Nachtragsverordnung zur Sicherung von Naturdenkmalen im Kreise Rostock - Land. 01.07.1942 |
| BW              |             | 3 Eichen                     | Fahrenholz Alte Dorfstraße (54° 0′ 44,5″ N, 12° 1′ 32,9″ O)              |              |             | 6. Nachtragsverordnung zur Sicherung von Naturdenkmalen im Kreise Rostock - Land. 01.07.1942 |
| BW              |             | Eiche                        | Ziesendorf Doberaner Straße (53° 59′ 43,4″ N, 12° 2′ 12,9″ O)            |              |             | 4. Beschluss des Rates des Kreises Rostock - Land. 04.07.1957                                |
| BW              |             | 2 Linden                     | Ziesendorf Dorfplatz 7 (53° 59′ 46,5″ N, 12° 2′ 17,2″ O)                 |              |             | 4. Beschluss des Rates des Kreises Rostock - Land. 04.07.1957                                |
| BW              |             | 3 Linden                     | Ziesendorf hinter Dorfplatz 10 (53° 59′ 49,2″ N, 12° 2′ 12,7″ O)         |              |             | 4. Beschluss des Rates des Kreises Rostock - Land. 04.07.1957                                |
| BW              |             | Platane                      | Ziesendorf hinter Dorfplatz 10 (53° 59′ 48,7″ N, 12° 2′ 11,4″ O)         |              |             | 4. Beschluss des Rates des Kreises Rostock - Land. 04.07.1957                                |
| BW              | fnd_dbr_040 | Moorwiese am Waidbach        | Fahrenholzer Wald: Fahrenholz und Stäbelow (54° 1′ 48″ N, 12° 0′ 4,3″ O) |              |             | Beschluss des Rates des Kreises Rostock Nr. 145-22/86 vom 23.10.1986                         |
| BW              | fnd_dbr_054 | Mündungsgebiet Waidbach-Beke | Ziesendorf/Satow/Bröbberow (53° 58′ 36,8″ N, 12° 0′ 45,7″ O)             |              |             | Beschluss des Rates des Kreises Rostock Nr. 145-22/86 vom 23.10.1986                         |